# Rhyncomya seguyi
Rhyncomya seguyi är en tvåvingeart som först beskrevs av Grunin 1957.  Rhyncomya seguyi ingår i släktet Rhyncomya och familjen Rhiniidae. Inga underarter finns listade i Catalogue of Life.